# Jennifer Bennett
Jennifer Bennet (1971. május 4. –) amerikai nemzetközi labdarúgó-játékvezető.

## Pályafutása

### Professzionális női Bajnokság
| Időpont              | Helyszín                 | Mérkőzés típusa | Mérkőzés                                | Eredmény |
| -------------------- | ------------------------ | --------------- | --------------------------------------- | -------- |
| 2010. szeptember 26. | Pioneer Stadion, Hayward | döntő           | FC Gold Pride–Philadelphia Independence | 4 : 0    |

### Nemzetközi játékvezetés
Az Amerikai labdarúgó-szövetség Játékvezető Bizottsága (JB) 2003-ban terjesztette fel nemzetközi női játékvezetőnek, a Nemzetközi Labdarúgó-szövetség (FIFA) bíróinak keretébe. A FIFA JB központi nyelvei közül a angolt beszéli. Több nemzetek közötti válogatott és klubmérkőzést vezetett, vagy működő társának 4. bíróként segített.

#### Labdarúgó-világbajnokság
Oroszország a 3., a 2006-os U20-as női labdarúgó-világbajnokságot, Chile a 4., a 2008-as U20-as női labdarúgó-világbajnokságot rendezte, ahol a FIFA JB játékvezetőként foglalkoztatta.

##### 2006-os U20-as női labdarúgó-világbajnokság
| Időpont             | Helyszín                           | Mérkőzés típusa              | Mérkőzés                  | Eredmény | Nézők száma |
| ------------------- | ---------------------------------- | ---------------------------- | ------------------------- | -------- | ----------- |
| 2006. augusztus 20. | Petrovszkij Stadion, Szentpétervár | csoportmérkőzés (A. csoport) | Brazília–Ausztrália       | 2 : 0    | 700         |
| 2006. augusztus 23. | Podmoskovie Stadion, Szentpétervár | csoportmérkőzés (B. csoport) | Finnország–Nigéria        | 0 : 8    | 400         |
| 2006. augusztus 27. | Petrovszkij Stadion, Szentpétervár | egyik negyeddöntő            | Észak-Korea–Franciaország | 2 : 1    | 550         |

##### 2008-as U20-as női labdarúgó-világbajnokság
| Időpont            | Helyszín                                     | Mérkőzés típusa              | Mérkőzés                  | Eredmény | Nézők száma |
| ------------------ | -------------------------------------------- | ---------------------------- | ------------------------- | -------- | ----------- |
| 2008. november 19. | Francisco Sánchez Rumoroso Stadion, Coquimbo | csoportmérkőzés (A. csoport) | Chile–Anglia              | 0 : 2    | 15 045      |
| 2008. november 23. | Germán Becker Stadion, Temuco                | csoportmérkőzés (D. csoport) | Észak-Korea–Norvégia      | 3 : 2    |             |
| 2008. november 30. | Francisco Sánchez Rumoroso Stadion, Coquimbo | egyik negyeddöntő            | Nigéria–Franciaország     | 2 : 3    | 12 363      |
| 2008. december 7.  | Városi Stadion, La Florida                   | bronz találkozó              | Franciaország–Németország | 3 : 5    |             |

---
Kínában rendezett 2007-es női labdarúgó-világbajnokságra a FIFA JB bíróként alkalmazta.
| Időpont              | Helyszín                        | Mérkőzés típusa              | Mérkőzés       | Eredmény | Nézők száma |
| -------------------- | ------------------------------- | ---------------------------- | -------------- | -------- | ----------- |
| 2007. szeptember 20. | Yellow Dragon Stadion, Hangcsou | csoportmérkőzés (C. csoport) | Norvégia–Ghána | 7 : 2    | 43 817      |
| 2007. szeptember 15. | Wuhan Stadion, Hangcsou         | csoportmérkőzés (D. csoport) | Kína–Brazília  | 0 : 4    | 54 000      |